# Tepui-elenia
De tepui-elenia (Elaenia olivina) is een zangvogel uit de familie Tyrannidae (tirannen).

## Verspreiding en leefgebied
Deze soort komt voor op de tepuis van Venezuela en Guyana en telt twee ondersoorten:
- E. o. olivina: tepuis van zuidoostelijk Venezuela en Guyana.
- E. o. davidwillardi: tepuis van zuidelijk Venezuela.

## Status
De grootte van de populatie is niet gekwantificeerd maar de soort wordt omschreven als vrij algemeen. Op de Rode lijst van de IUCN heeft deze soort de status niet bedreigd.